# Talsperre Corgas
Die Talsperre Corgas (portugiesisch Barragem de Corgas) liegt in der Region Mitte Portugals im Distrikt Castelo Branco. Sie staut den Fluss Isna, einen linken (östlichen) Nebenfluss des Zêzere zu einem Stausee auf. Die Kleinstadt Proença-a-Nova liegt ungefähr sechs Kilometer südwestlich der Talsperre.
Die Talsperre wurde 1991 fertiggestellt. Sie dient der Trinkwasserversorgung. Die Talsperre ist im Besitz von C M Proença-a-Nova.

## Absperrbauwerk
Das Absperrbauwerk ist eine Gewichtsstaumauer aus Beton mit einer Höhe von 30 m über der Gründungssohle (25,5 m über dem Flussbett). Die Mauerkrone liegt auf einer Höhe von 545,5 m über dem Meeresspiegel. Die Länge der Mauerkrone beträgt 92 m. Das Volumen des Bauwerks umfasst 13.039 m³.
Der Staudamm verfügt sowohl über einen Grundablass als auch über eine Hochwasserentlastung. Über den Grundablass können maximal 11,9 m³/s abgeleitet werden, über die Hochwasserentlastung maximal 140 m³/s. Das Bemessungshochwasser liegt bei 140 m³/s; die Wahrscheinlichkeit für das Auftreten dieses Ereignisses wurde mit einmal in 1.000 Jahren bestimmt.

## Stausee
Beim normalen Stauziel von 543 m (max. 543 m bei Hochwasser) erstreckt sich der Stausee über eine Fläche von rund 0,11 km² und fasst 0,66 Mio. m³ Wasser – davon können 0,534 Mio. m³ genutzt werden.

## Sonstiges
An die Talsperre angeschlossen ist eine Anlage, die den Kreis Proença-a-Nova mit Trinkwasser versorgt. Sie liefert täglich 4.320 m³ Trinkwasser.